# Incilius nebulifer
El sapo de la costa del Golfo o sapo de las llanuras costeras (Incilius nebulifer) es una especie de anfibio anuro de la familia de sapos Bufonidae.
Se encuentra en el noreste de México y el sudeste de los Estados Unidos (desde Texas hasta Misisipi).
Su hábitat natural es el bosque templado, la pradera templada, ríos intermitentes, pantanos, marismas de agua dulce, riberas arenosas, áreas urbanas, y canales y diques. Inicialmente la literatura se refería a esta especie como Bufo valliceps, pero posteriormente ambas especies se separaron.